# Râul Suceava
Râul Suceava (în ucraineană Сучава) este un râu care străbate teritoriile Ucrainei și României, fiind afluent de dreapta al râului Siret.

## Geografie
Râul Suceava izvorăște din Masivul Lucina al Obcinei Mestecăniș din Carpații Orientali (din regiunea istorică Bucovina, aflată în nord-estul României), în apropiere de frontiera cu Ucraina. În cursul său superior, râul marchează pe o porțiune de 6 km frontiera româno-ucraineană. 
El curge pe o lungime de 170 km, bazinul său hidrografic ocupând 26 % din suprafața județului Suceava și are o direcție generală de curgere NV-SE. Traversează Carpații Orientali și Subcarpații Bucovinei, având o cădere importantă în zona de munte, peste 4 m/km și sub 3 m/km în zona de podiș.  
Odată cu ieșirea din munți, cursul Sucevei se împarte pe anumite porțiuni în brațe, care în unele locuri se unesc, iar în altele se ramifică și se depărtează formând o luncă întinsă, îndeosebi în depresiunea Rădăuți. Râul Suceava curge prin orașul Suceava, aici efectuându-se lucrări de îndiguire pentru a se înlătura pericolul de inundații.
Suceava se varsă în râul Siret în apropiere de orașul Liteni, la o distanță de 21 km sud-est de municipiul Suceava.

## Poduri
În anul 1792, autoritățile imperiale austriece au construit un pod din lemn pe piloni de piatră pentru a lega orașul Suceava de localitatea de frontieră, Ițcani. Podul era acoperit, fiind singurul de acest fel din Bucovina. Monografia orașului Suceava publicată de Animpodist Dașchevici în anul 1899 și tipărită la Tipografia lui Hermann Beiner ne oferă o descriere a podului. „Podul avea ferești și lungime de 300 de pași, el era construit în mod artificial mai tot din lemn de stejar și fu aședat pe columne tari de peatră. Spre apĕrarea podului erau construcțiuni, de care se frângea gheața. Astfeliu se putea crede că podul va pute resista prin multe secule tuturor evenementelor, însă marele puvoiu din a. 1893 l’a rupt într’a 7. Iuniu la 3 ore după miedul nopții”. Această știre este confirmată și de Czernowitzer Zeitung, în numărul său din 9 iunie 1893.
Podul s-a prăbușit în noaptea de 7/8 iunie 1893, în urma unor inundații devastatoare. În prezent, din construcția podului pot fi văzute doar resturile unui pilon de piatră aflate pe malul stâng al râului. Pilonul de pe malul drept al râului s-a prăbușit în apă împreună cu o bucată de mal în anii '80 ai secolului al XX-lea.
Până la Unirea Bucovinei cu România din 1918, porțiunea râului cuprinsă între confluența cu râul Mitoc și confluența cu râul Racova a reprezentat frontiera dintre Austro-Ungaria și Regatul României.

## Fotogalerie

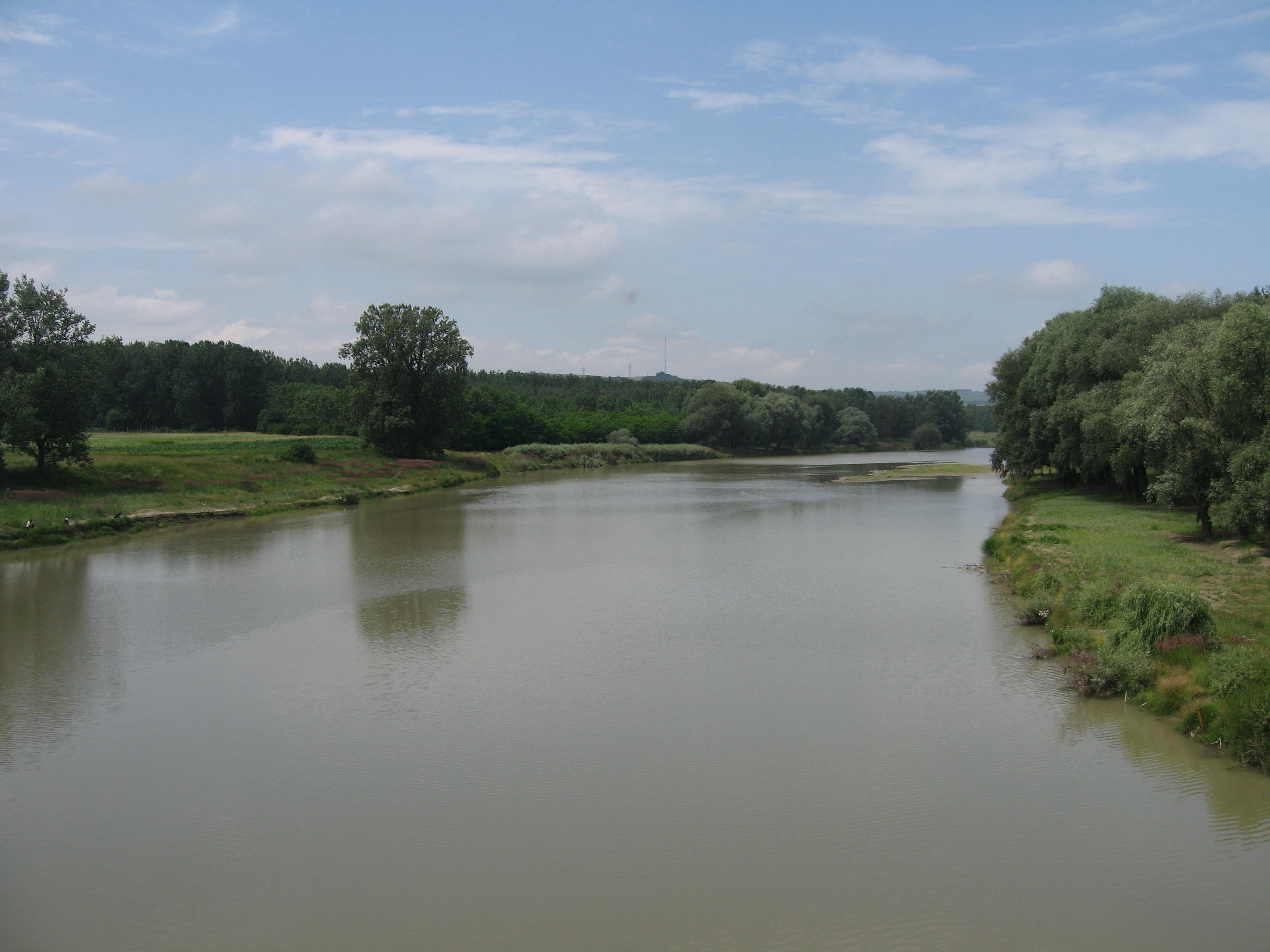
Râul Suceava văzut de pe podul rutier din Ițcani - în amonte
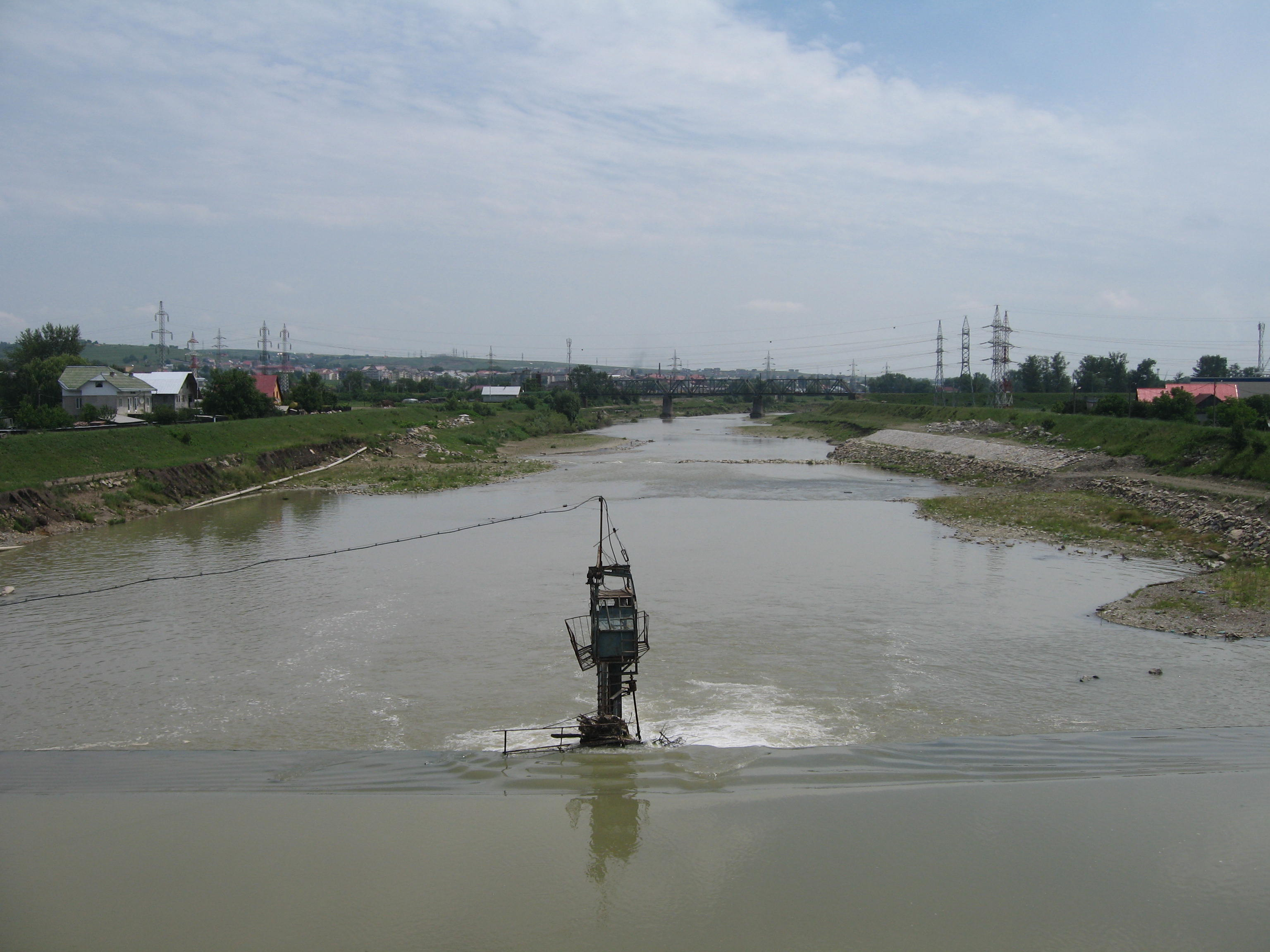
Râul Suceava văzut de pe podul rutier din Ițcani - în aval. În depărtare se observă podul feroviar din Ițcani.
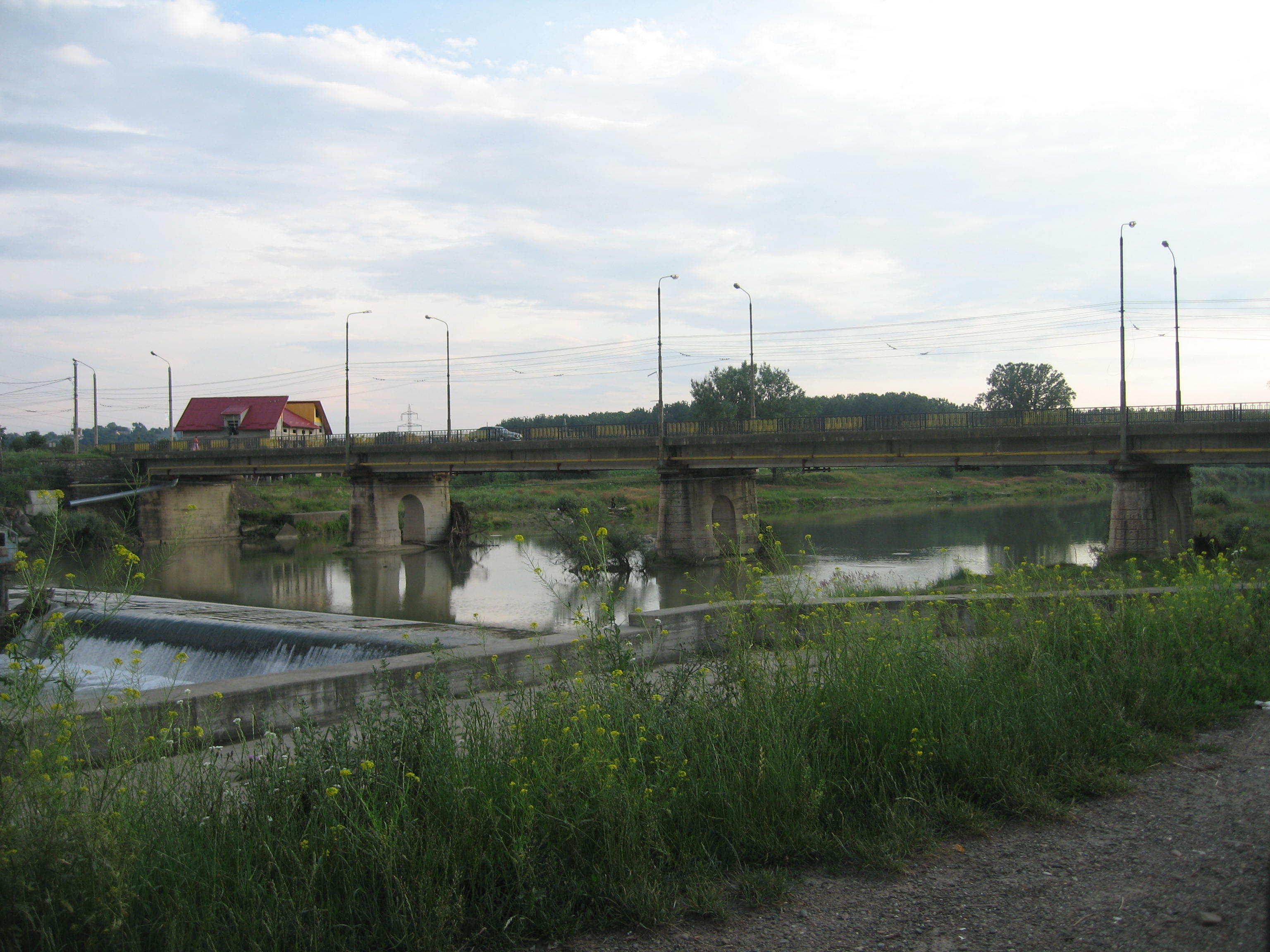
Podul rutier din Ițcani
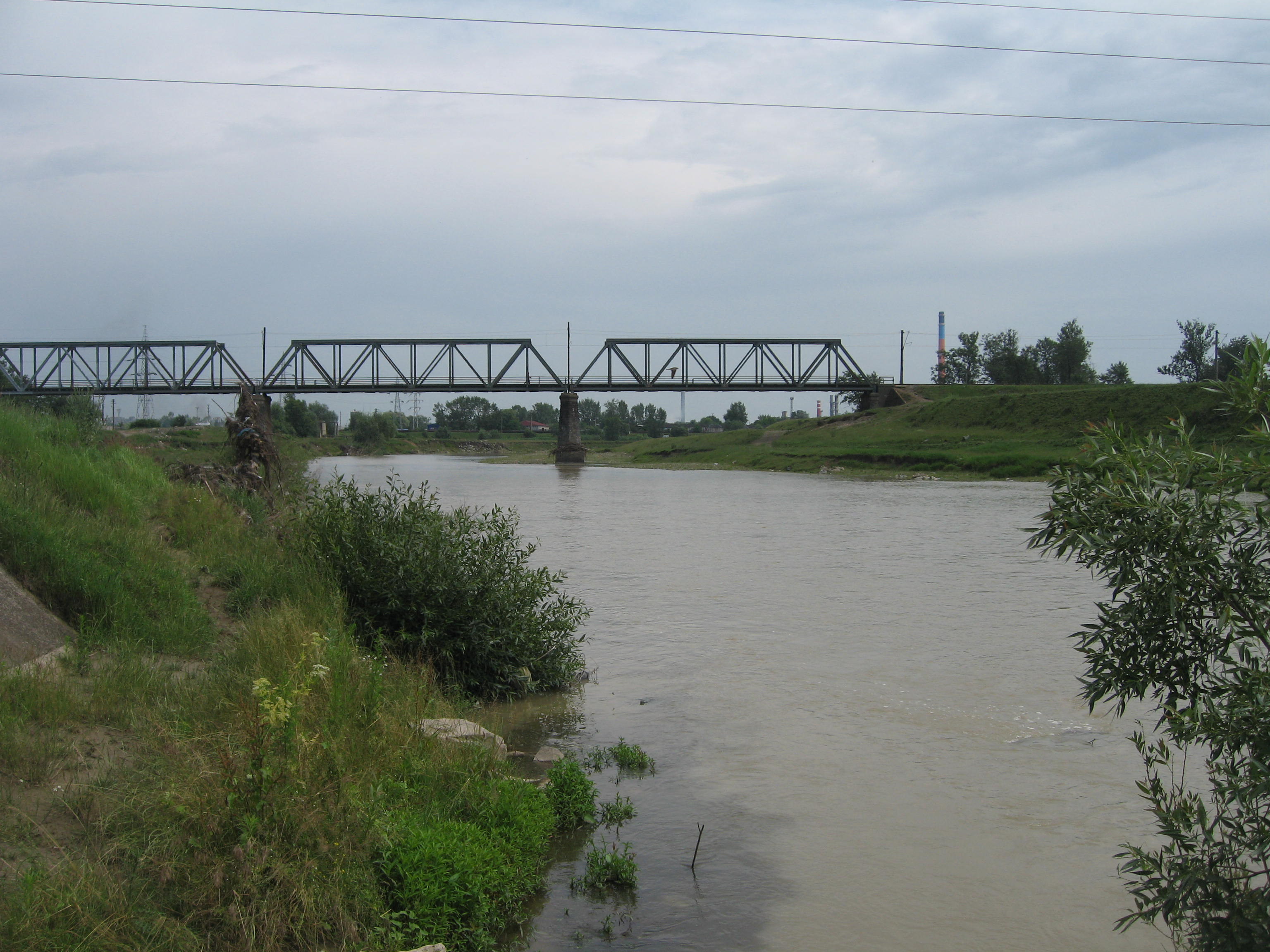
Podul feroviar din Ițcani de peste râul Suceava. În partea dreaptă, în depărtare, se observă Turnul IFA.
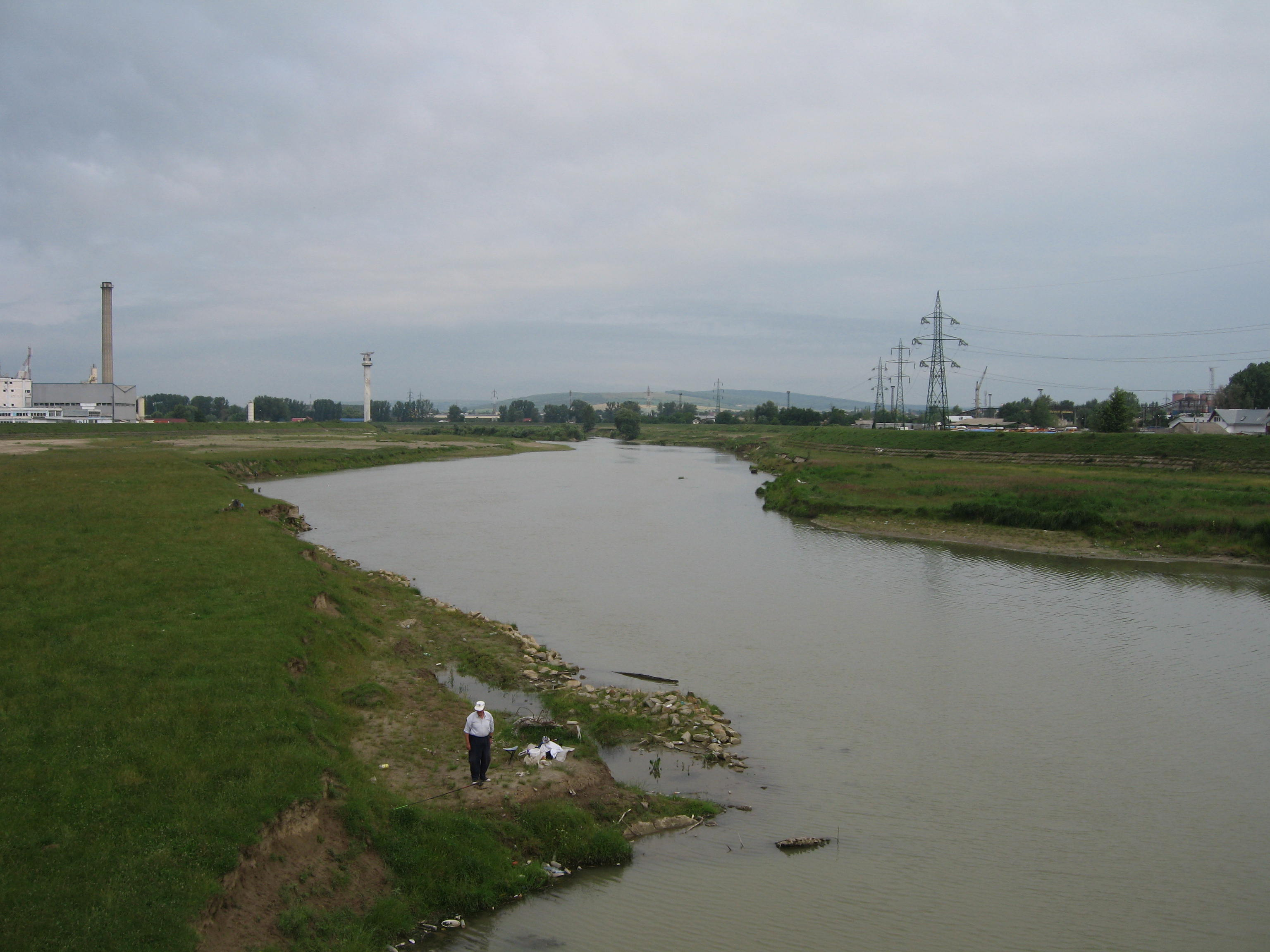
Râul Suceava văzut de pe podul rutier din Burdujeni - în amonte. În depărtare se observă Turnul de parașutism din Suceava.
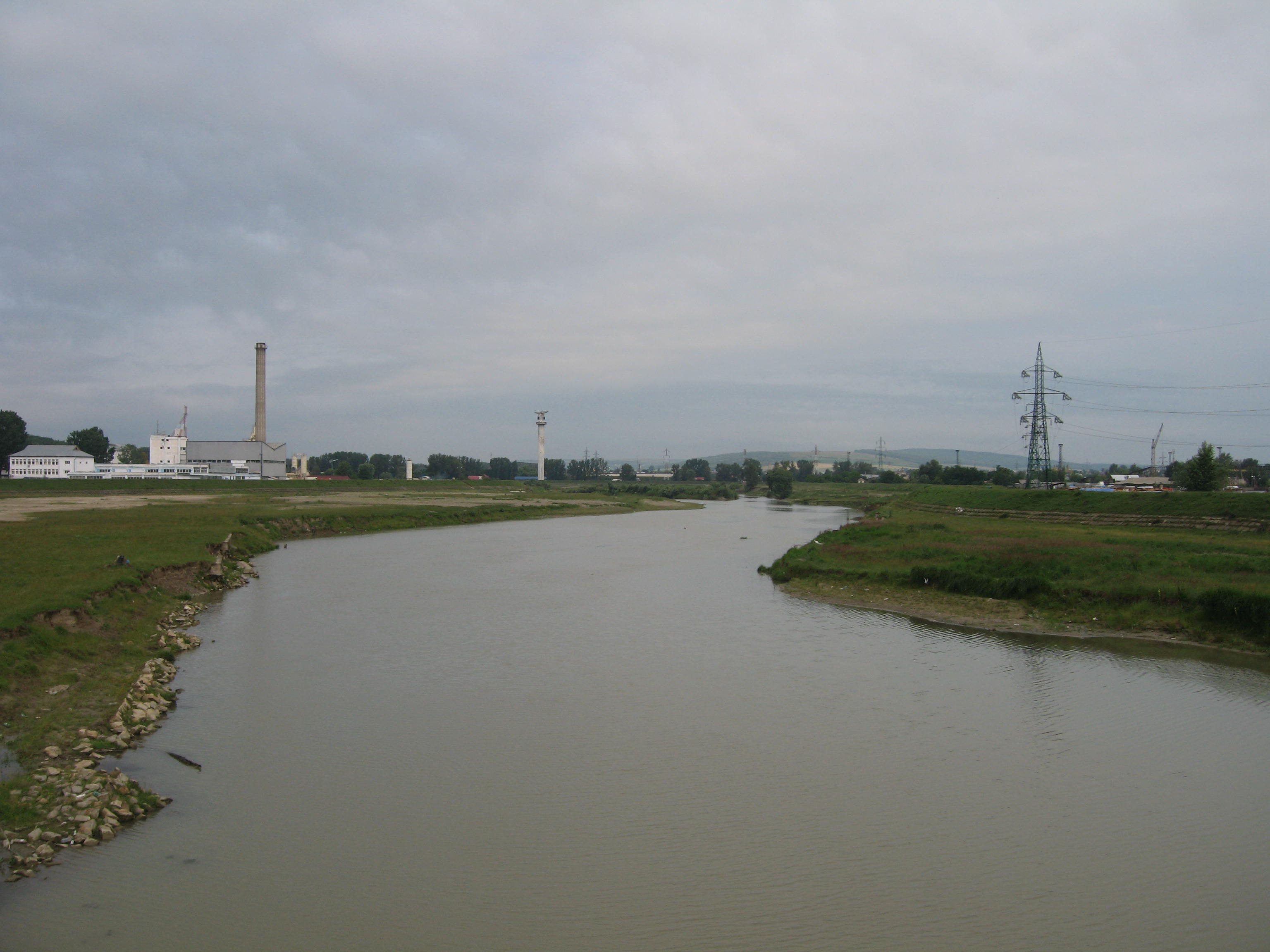
Râul Suceava văzut de pe podul rutier din Burdujeni - în amonte.
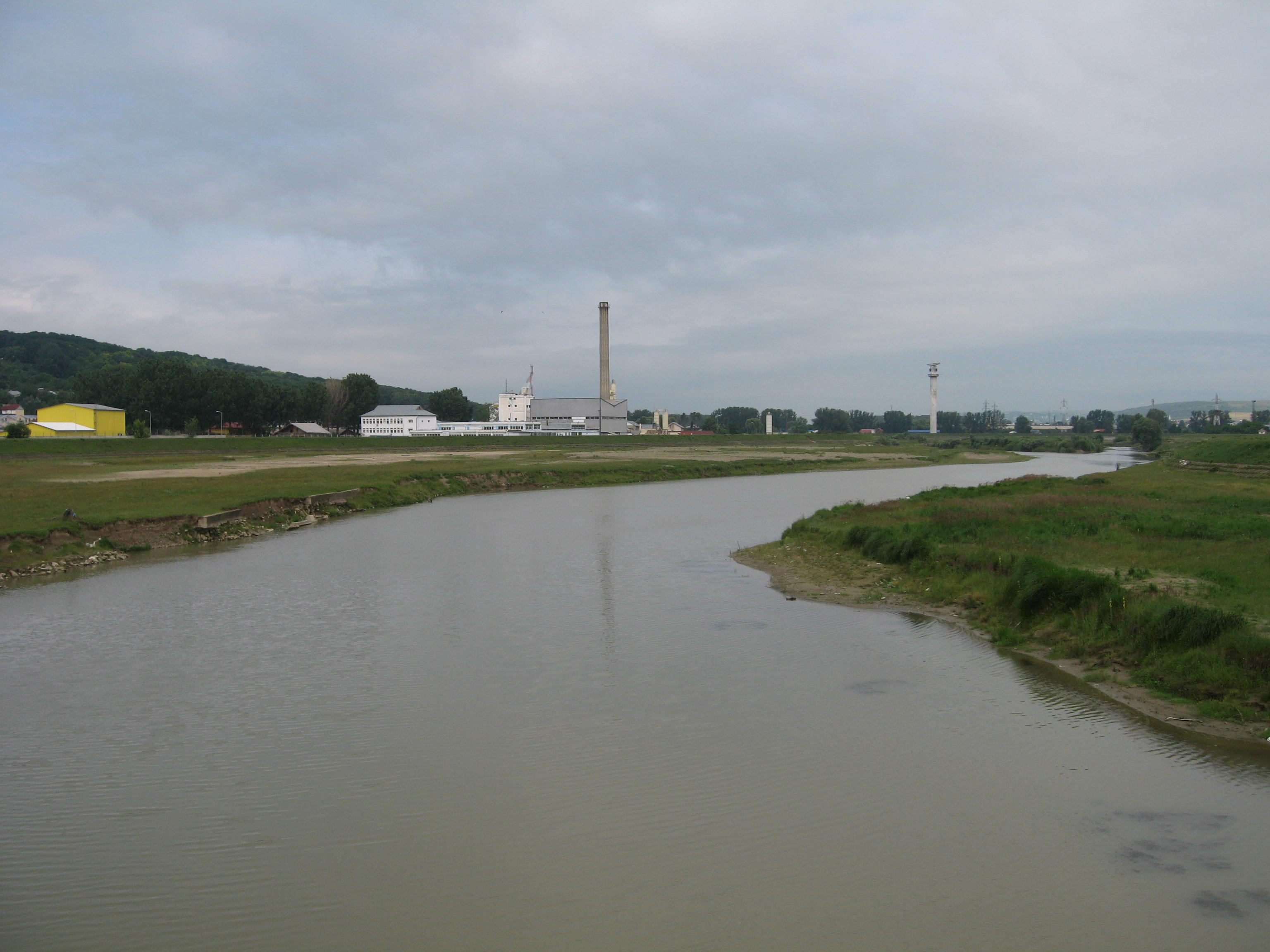
Râul Suceava văzut de pe podul rutier din Burdujeni - în amonte.
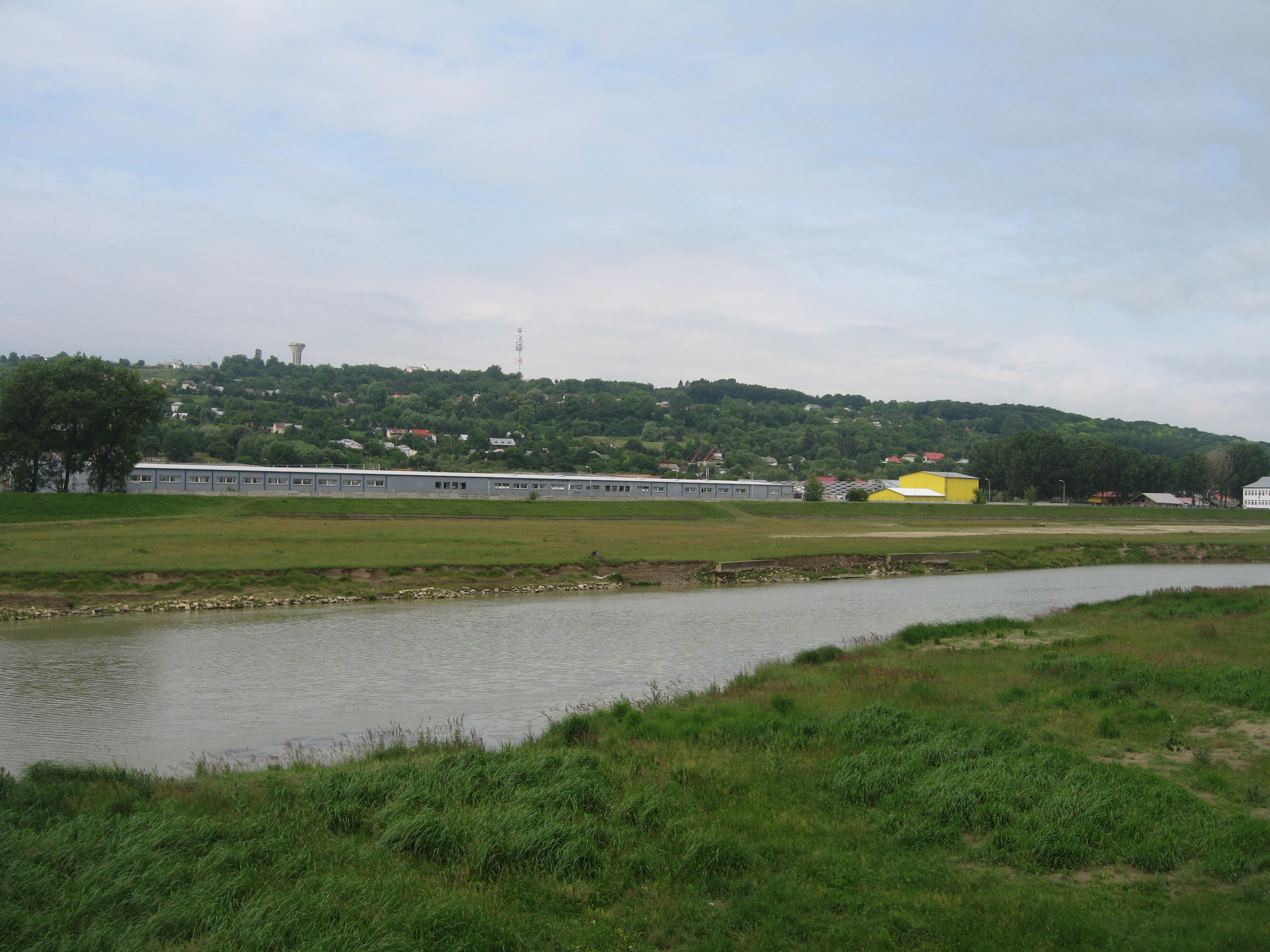
Râul Suceava văzut din apropiere de Bazarul din Suceava.
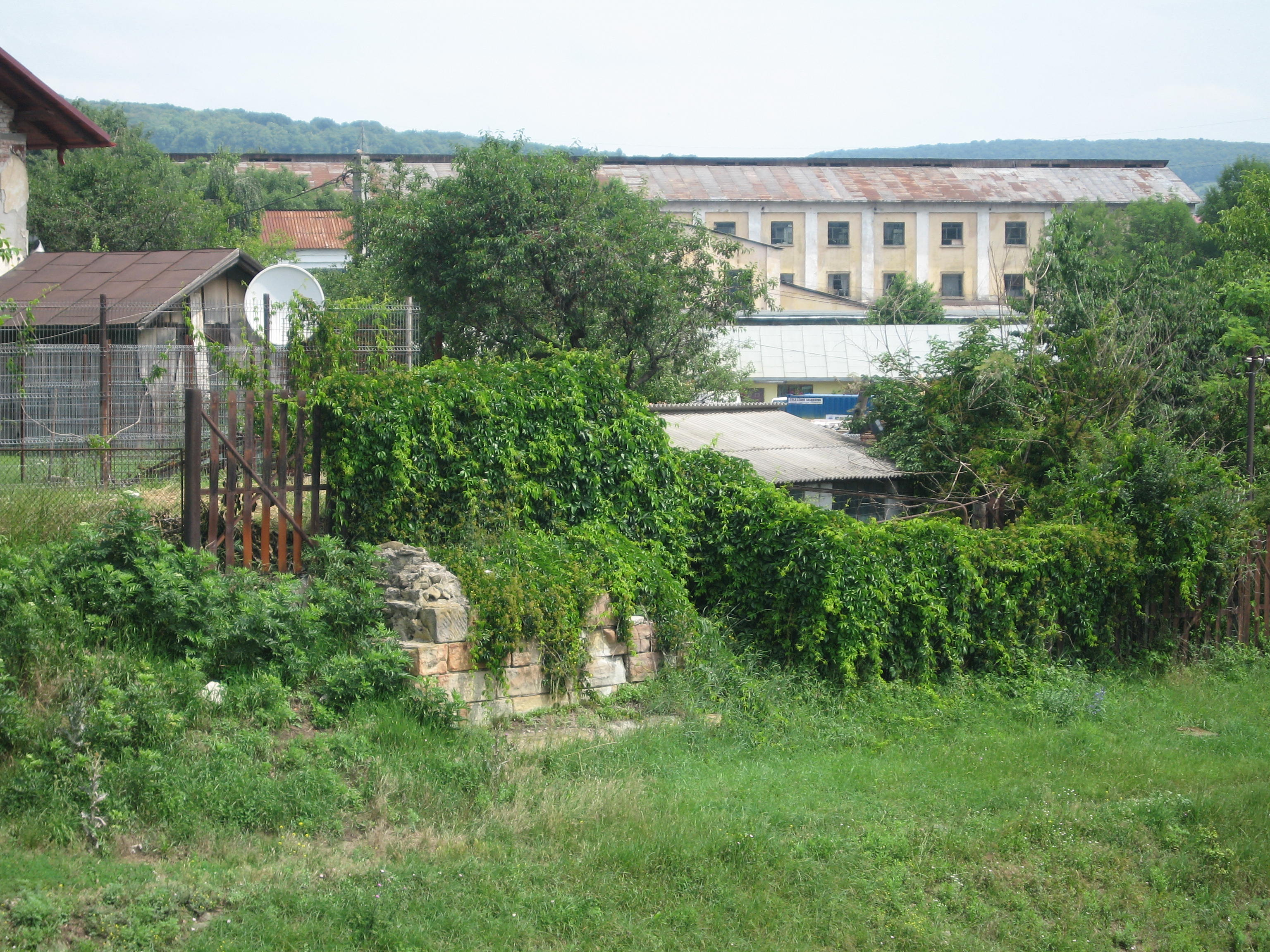
Resturi din pilonul podului acoperit, aflate pe malul stâng al râului Suceava. În spate este clădirea Fabricii de încălțăminte „Străduința”. Pilonul care se află pe partea opusă s-a prăbuşit în apă cu o bucată din mal în anii '80 ai secolului al XX-lea.
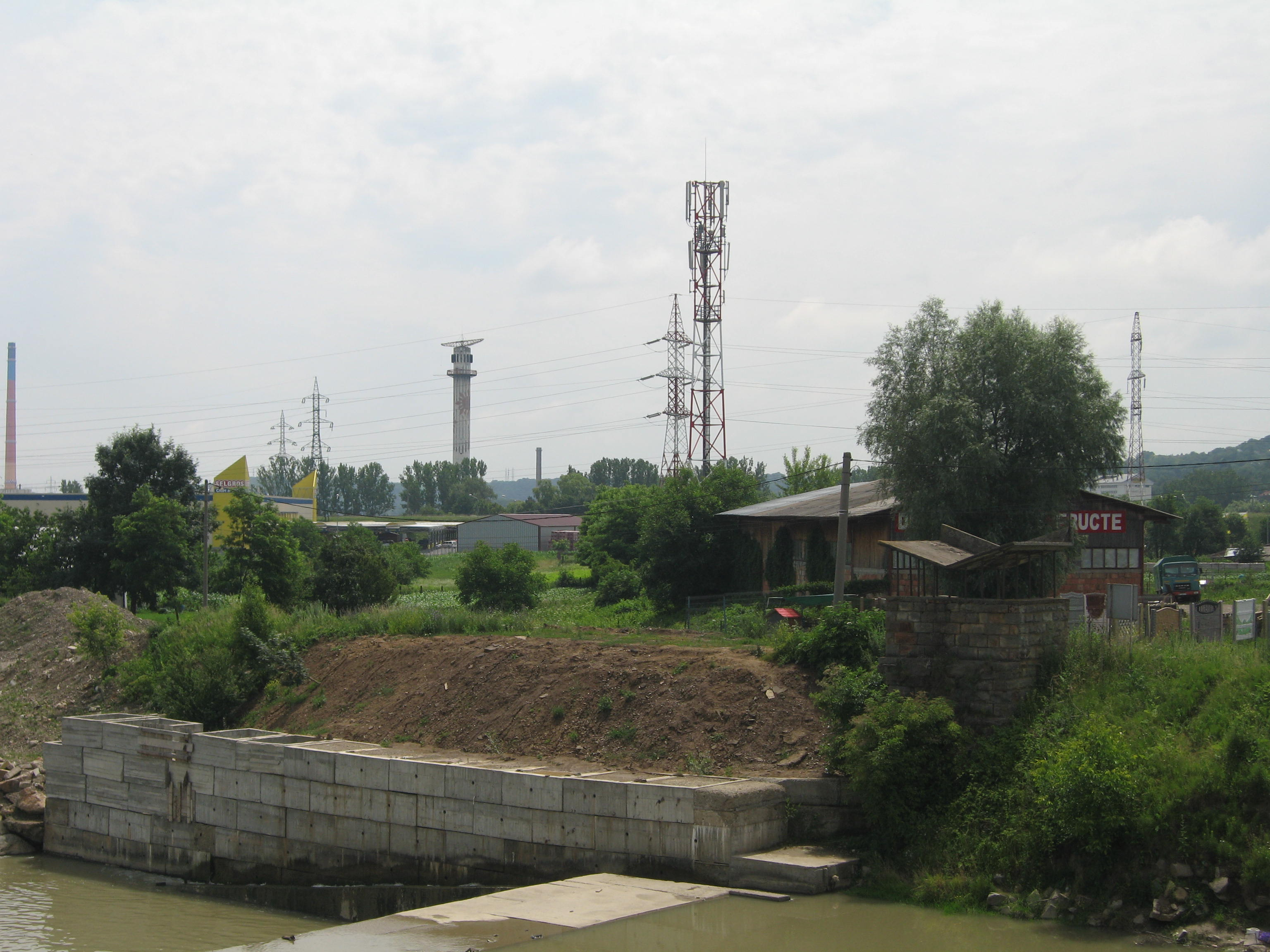
Pe malul drept al râului se află o construcție ce a servit până la sfârșitul anilor '70 ai secolului al XX-lea ca popicărie. Din dreptul ei pornea pista în paralel cu curgerea apei. Dintre construcțiile care se văd la orizont, menționăm Turnul IFA şi Turnul de parașutism din Suceava.